# Arko

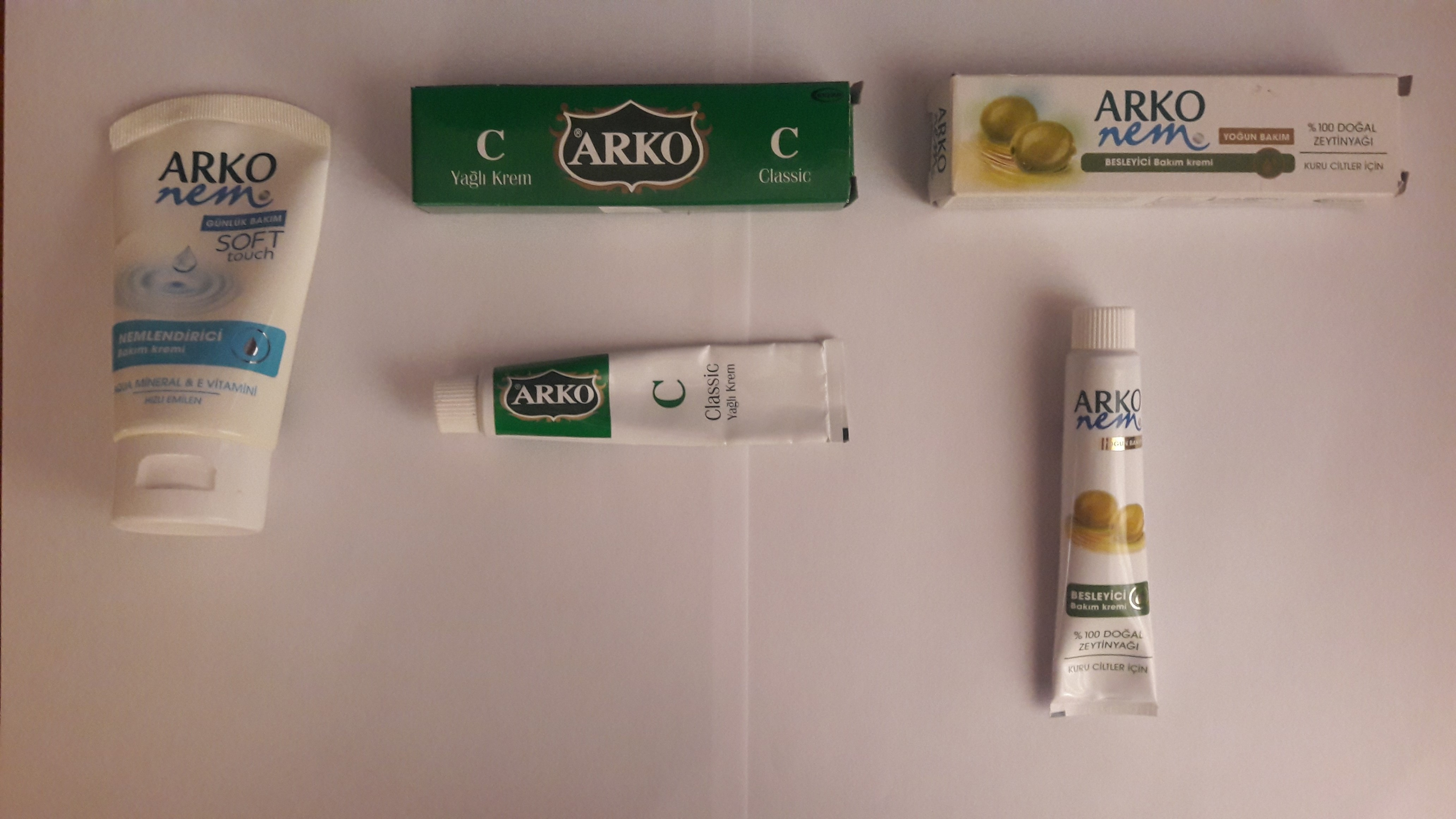
Деякі продукти Arko та Arko Men

Arko Men — це міжнародна торгова марка засобів особистої гігієни, вироблених турецьким виробником мила та засобів особистої гігієни Evyap.
Турецький народ вперше визнав бренд Arko як мило для гоління циліндричної форми і червоного кольору. Пізніше під торговою маркою Arko nem була введена в експлуатацію різноманітна продукція від бритв до кремів. Бренди Duru та Arko Nem також підтримуються в рамках проекту TURQUALITY, який стартував у 2006 році.

## Історія бренду[1]
- Мило для гоління Arko 1957 року
- Крем для гоління Arko 1960 року
- Піна для гоління Arko 1992 року
- Одеколон для гоління Arko 1995 року
- Бальзам для гоління Arko 1997 року
- Гель для гоління 2001 року
- Засоби після гоління Arko 2004 року
- Бритви для гоління Arko 2007 року
- Запуск Arko Men 2008 року